# Crambus patulellus
Crambus patulellus là một loài bướm đêm trong họ Crambidae.